# Cerro Santa Juana
Cerro Santa Juana är ett berg i Bolivia.   Det ligger i departementet Potosí, i den centrala delen av landet, 140 km väster om huvudstaden Sucre. Toppen på Cerro Santa Juana är 4 456 meter över havet, eller 36 meter över den omgivande terrängen. Bredden vid basen är 1,1 km.
Terrängen runt Cerro Santa Juana är kuperad, och sluttar västerut. Runt Cerro Santa Juana är det mycket glesbefolkat, med 2 invånare per kvadratkilometer.. 
Omgivningarna runt Cerro Santa Juana är i huvudsak ett öppet busklandskap.